# パテイン
パテイン（ビルマ語: ပုသိမ်(မြို့)、ALA-LC翻字法: Pu simʻ (mrui')、IPA: /pət̪èʲN (mjo̰)/、日本語ではパセインとも表記される）は、ミャンマーの港湾都市。旧称はバセイン（Bassein）。エーヤワディ地方域の州都に定められており、エーヤワディー川の支流であるパテイン川のほとりに位置する。ヤンゴンに次ぐ、ミャンマー第二の港湾都市に位置付けられている。
パテイン県内のパテイン郡区に含まれ、区域内の中心地として機能している。パテインにはかつて下ビルマに存在していたモン族の国家の領土の一部が含まれているが、現在のパテインに居住するモン族はごく少数である。居住する民族はビルマ族、緬甸印僑（インド系の移民）、カヤー族が多数を占めており、特筆すべき少数民族としてカレン族とラカイン族が挙げられる。

## 地名の由来と変遷
かつて町に居住していたアラブとインドの商人の多くがムスリム（イスラム教徒）であったため、町の名前はビルマ語で「イスラム教徒」を指す語（Pathi）に由来すると考えられている。もしくは、かつてこの町にあった寺院の屋根に鷹が集まっていたことから、町はモン語で「Bhé-sim（鷹の寺）」と呼ばれるようになり、この言葉が転訛してパテインと呼ばれるようになったとも考えられている。
19世紀にビルマがイギリスの統治下に置かれた時、町は「バセイン」と名前を変えられた。1948年にビルマ連邦がイギリスから独立した後も引き続き「バセイン」の名称が使用されたが、1989年より軍事政権によって始められた地名の改称で、町の名前は「パテイン」に戻された。

## 歴史

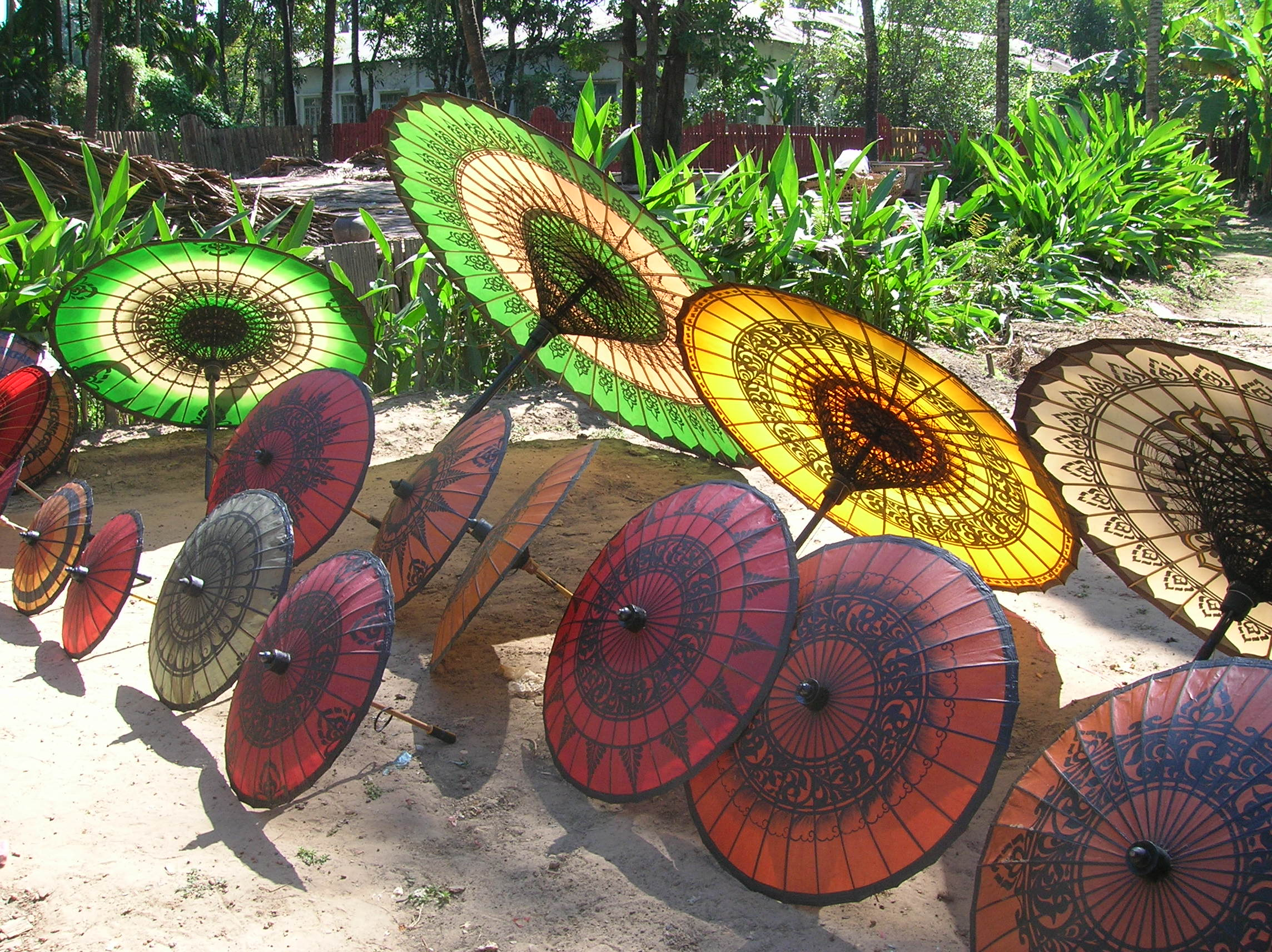
パテインで作られた日傘

パテインは、タトゥン王国やペグー王朝などの、かつてビルマ南部に存在したモン族の国家の領土に含まれていた。
パガン王朝の時代には、エーヤワディー・デルタ（イラワジ・デルタ）の大部分は未開の地だったが、パテインは米の輸出港として機能していた。15世紀にはパテインはペグー王朝の支配下に入り、ビルマとタイの交易地として発展した。
ヨーロッパの国家が東南アジアへの進出を開始した後、パテインにポルトガル王国の交易拠点が建設される。コンバウン王朝の統治下ではビルマ国内の食糧供給を満たすための米の禁輸政策が実施され、パテインからの米の出荷も制限を受けた。第二次英緬戦争の後、1852年にパテインは他の下ビルマの都市と共にイギリスに併合され、この地に要塞が建設された。第二次世界大戦では、1942年に日本軍の占領下に入るが、1945年にイギリス軍によって回復される
現在のパテインの町並みは、今もなおイギリス植民地時代の面影を残している。

## 地理
米どころであるエーヤワディー・デルタの西端、ヤンゴンより144km西、パテイン川を約110km遡った地点に位置する。海岸線はベンガル湾に沿い、アラカン山脈に囲まれている。
エーヤワディー水運の起点であり、上流部のバモー行の汽船が運行されている。パテインは海洋から離れた場所にあるが、フェリーでも訪問することが可能であり、ヤンゴン外部の三角州の港として最も重要な役割を持つ。パテインはヤンゴンを始点としてヘンザダを通る鉄道路線の終着地点でもあり、1990年代にはエーヤワディーとモンユワを結ぶ道路網が強化された。また、空の玄関口として、パテイン空港（en:Pathein Airport）が存在する。

## 経済
エーヤワディー・デルタ各地の米はパテインに集められ、ここで精米されて中央に出荷される。また、精米所に加え、町にはチークを扱う製材所が存在している。市街地の北には日傘を専門とする工芸所が点在し、竹と紙による、色鮮やかな日傘が作られている。パテインの職人によって作られた色鮮やかな日傘はミャンマー国内で高い知名度を持っており、現地では"Pathein Hti"と呼ばれている。加えて陶磁器と綿織物も、パテインの名産品として知られている。
町周辺の農地では、ゴマ、ラッカセイ、ジュート、トウモロコシ、豆類、タバコ、唐辛子などが生産されている。

## 気候
パテインは、ケッペンの気候区分の熱帯モンスーン気候に属する。雨季にあたる6月から8月の間は集中豪雨に見舞われ、12月から4月にかけての乾季は他の季節に比べて冷涼である。
| パテインの気候         | パテインの気候 | パテインの気候 | パテインの気候 | パテインの気候 | パテインの気候 | パテインの気候 | パテインの気候 | パテインの気候 | パテインの気候 | パテインの気候 | パテインの気候 | パテインの気候 | パテインの気候    |
| 月                     | 1月            | 2月            | 3月            | 4月            | 5月            | 6月            | 7月            | 8月            | 9月            | 10月           | 11月           | 12月           | 年                |
| ---------------------- | -------------- | -------------- | -------------- | -------------- | -------------- | -------------- | -------------- | -------------- | -------------- | -------------- | -------------- | -------------- | ----------------- |
| 平均最高気温 °C （°F） | 31.0 (87.8)    | 33.0 (91.4)    | 35.0 (95)      | 36.0 (96.8)    | 34.0 (93.2)    | 30.0 (86)      | 30.0 (86)      | 30.0 (86)      | 30.0 (86)      | 31.0 (87.8)    | 31.0 (87.8)    | 30.0 (86)      | 31.8 (89.15)      |
| 平均最低気温 °C （°F） | 17.0 (62.6)    | 19.0 (66.2)    | 22.0 (71.6)    | 24.0 (75.2)    | 25.0 (77)      | 25.0 (77)      | 24.0 (75.2)    | 24.0 (75.2)    | 24.0 (75.2)    | 24.0 (75.2)    | 22.0 (71.6)    | 19.0 (66.2)    | 22.4 (72.35)      |
| 降水量 mm （inch）     | 5.1 (0.201)    | 2.5 (0.098)    | 2.5 (0.098)    | 15 (0.59)      | 278 (10.94)    | 613 (24.13)    | 654 (25.75)    | 670 (26.38)    | 363 (14.29)    | 203 (7.99)     | 86 (3.39)      | 10 (0.39)      | 2,902.1 (114.247) |
| 出典：Intellicast      |                |                |                |                |                |                |                |                |                |                |                |                |                   |

## 人口の遷移
1983年の国勢調査で測定された人口は144,092人であり、
2004年当時の人口は215,600人と推定されている。
|      | 1969年  | 1977年  | 1983年  | 2004年  |
| ---- | ------- | ------- | ------- | ------- |
| 人口 | 175,000 | 138,000 | 144,092 | 215,600 |

## 観光
パテインには風光明媚な海岸と多くの仏教寺院が存在する。

### シュエモートー・パヤー
主な観光名所として、紀元前305年にアショーカ王が建立したと伝わるシュエモートー・パヤー寺院（ビルマ語: ရွှေမုဋ္ဌောဘုရား）が挙げられる。シュエモートー・パヤーの周囲にはパガン王朝のアラウンシードゥー王らによってストゥーパ（仏塔）が建てられ、改装と改築が繰り替えされた。現在の仏塔の高さは47mであり、上部は金、中間部は純銀、第三層は青銅で作られ、829個のダイヤモンドと843個のルビーで装飾されている。

### その他の寺院

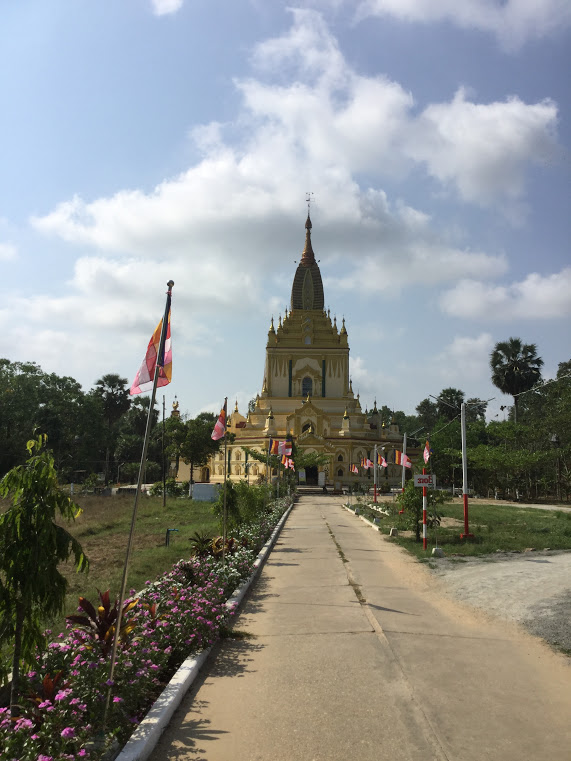
イエジー・ウー・パヤー

- イエジー・ウー・パヤーイエジー・ウー・パヤー
- カンチィーダウン・パヤー
- シュエズィーゴン・パヤー
- セットーヤ・パヤー
- タガウン・パヤー
- ネッチェーシースー・パヤー
- マハーボディー・ミンガラー・ゼディ

## 教育機関
パテイン大学と初等学校の教員を養成するパテイン教育大学が、パテインにキャンパスを置いている。
また、パテインには周辺の地域からも利用者が訪れる大病院が存在する。

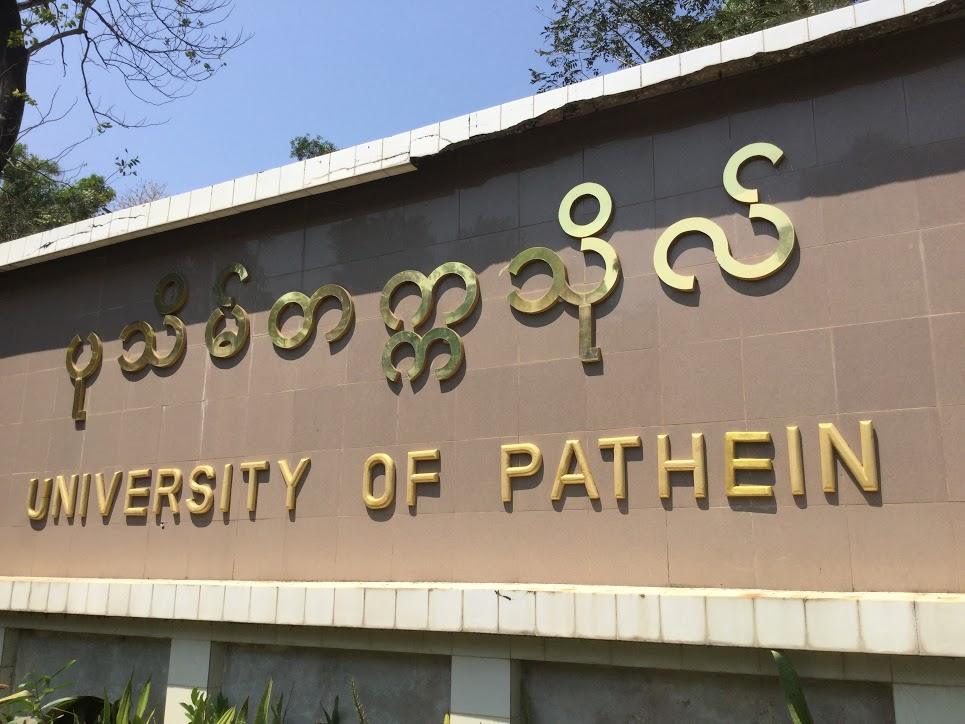
パテイン大学

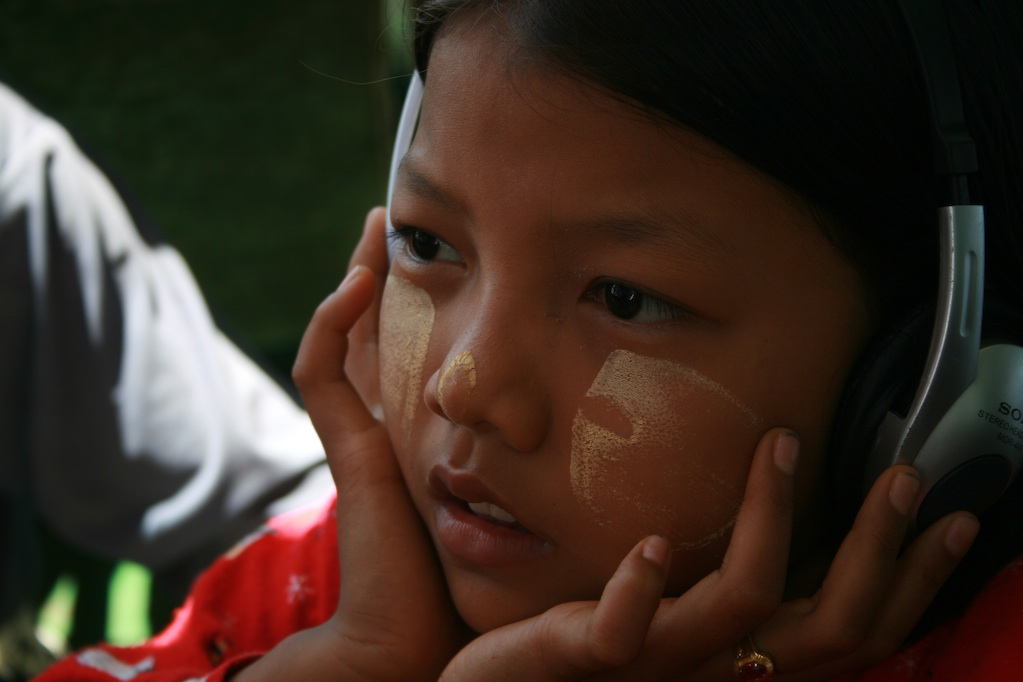
現地の少女